# Dziś do ciebie przyjść nie mogę

Dziś do ciebie przyjść nie mogę (soit en français « Je ne peux pas venir à toi aujourd'hui », une chanson également connue sous le nom de Kołysanka leśna, soit la « Berceuse forestière ») est une chanson militaire polonaise composée pour les membres du mouvement de résistance au tournant des années 1942 et 1943. La chanson a longtemps été crue anonyme, mais finalement, grâce aux efforts de la veuve de l'auteur, sa paternité a été reconnue à Stanisław Magierski, alias Jacek II (1904-1957), photographe de Lublin, pharmacien et soldat de l'Armée de l'Intérieur.
Selon le spécialiste Piotr Wojciechowski, la chanson a été composée sous l'occupation allemande, dans l'appartement de la famille Magierski, situé au deuxième étage de l'immeuble situé au 14 rue Narutowicza à Lublin. À cette époque, la poète Julia Hartwig était une invitée fréquente de la famille Magierski.
On suppose que la chanson a été interprétée pour la première fois lors d'une réunion conspiratrice de l'Armée de l'Intérieur à Lwów.
Dans les années 1960, la chanson est devenue populaire grâce à une représentation théâtrale du même titre dirigée par Ireneusz Kanicki, directeur du théâtre de Varsovie de 1965 à 1972.

## Paroles
La chanson évoque les adieux de l'auteur, pris par la guerre et déchiré entre le devoir de servir et l'amour pour sa bien-aimée.
La chanson a de nombreuses variantes de paroles et de couplets.